# United States Space Command
Das United States Space Command (USSPACECOM) ist ein vereinigtes Kombattanten-Kommando des US-Verteidigungsministeriums. Es ist nicht zu verwechseln mit der United States Space Force und kein Teil dieser. Das Space Command führt generell Einsätze der US-Streitkräfte im Weltraum und setzt es sich aus Truppen aller Teilstreitkräfte der USA zusammen, um entsprechende Missionen durchführen zu können.

## Geschichte
Es wurde ursprünglich im September 1985 geschaffen, um die Nutzung des Weltraums durch die Streitkräfte der Vereinigten Staaten zu koordinieren. Der Oberbefehlshaber des US-amerikanischen Weltraumkommandos (CINCUSSPACECOM) fungierte auch als Oberbefehlshaber des nordamerikanischen Luft- und Raumfahrt-Verteidigungskommandos (CINCNORAD) und war die meiste Zeit während des Bestehens des USSPACECOM Kommandeur des Luftwaffen-Weltraumkommandos.
Im Jahr 2018 wurde bekannt gegeben, dass das US-Weltraumkommando als einheitliches Kombattanten-Kommando wieder eingesetzt werden soll, gleichzeitig wurde beschlossen, die bisher unter dem Air Force Space Command gebündelten Fähigkeiten in eine eigene Teilstreitkraft auszugliedern. Die Absichten zur Reaktivierung und Genehmigung durch den Kongress wurden am 29. August 2019 bekannt gegeben und die United States Space Force am 20. Dezember 2019 offiziell aufgestellt.
Mit John W. Raymond führte ab 2019 erstmals ein General der Space Force das Space Command. Er war als Chief of Space Operations zudem der erste Kommandeur der neu aufgestellten Teilstreitkraft.

## Standorte
Das United States Space Command führt diverse Verbände und Kommandos, die ab 2019 aus dem Verantwortungsbereich der United States Air Force ausgegliedert wurden. Aufgrund dieser Historie werden manche Standorte mittlerweile als Space Force Base (SFB) bezeichnet, bei anderen blieb die bisherige Bezeichnung als Air Force Base (AFB) bestehen.

## Kommandeure
Der Kommandeur des Kommandos (Commander, United States Space Command) trägt den Dienstgrad eines Generals. Von 1985 bis 2002 wurde der Kommandeur als Commander–in–Chief, United States Space Command bezeichnet. In dieser Zeit war der Inhaber des Postens ausschließlich ein General der United States Air Force. Seit der erneuten Aufstellung 2019 wurde der Dienstposten bisher zweimal von einem General der United States Space Force bekleidet und einmal von einem General der United States Army.
| Nr.                 | Bild | Name                | Teilstreitkraft           | Beginn        | Ende          |
| ------------------- | ---- | ------------------- | ------------------------- | ------------- | ------------- |
| 1                   |      | Robert T. Herres    | United States Air Force   | 23. Sep. 1985 | 6. Feb. 1987  |
| 2                   |      | John L. Piotrowski  | United States Air Force   | 6. Feb. 1987  | 30. März 1990 |
| 3                   |      | Donald J. Kutyna    | United States Air Force   | 1. Apr. 1990  | 30. Juni 1992 |
| 4                   |      | Chuck Horner        | United States Air Force   | 30. Juni 1992 | 13. Sep. 1994 |
| 5                   |      | Joseph W. Ashy      | United States Air Force   | 13. Sep. 1994 | 26. Aug. 1996 |
| 6                   |      | Howell M. Estes III | United States Air Force   | 26. Aug. 1996 | 14. Aug. 1998 |
| 7                   |      | Richard B. Myers    | United States Air Force   | 14. Aug. 1998 | 22. Feb. 2000 |
| 8                   |      | Ralph E. Eberhart   | United States Air Force   | 22. Feb. 2000 | 1. Okt. 2002  |
| Neuaufstellung 2019 |      |                     |                           |               |               |
| 1                   |      | John W. Raymond     | United States Space Force | 29. Aug. 2019 | 20. Aug. 2020 |
| 2                   |      | James H. Dickinson  | United States Army        | 20. Aug. 2020 | 10. Jan. 2024 |
| 3                   |      | Stephen Whiting     | United States Space Force | 10. Jan. 2024 |               |

## Unterstellte Einheiten
- Army Space & Missile Defense Command[5]
- Marine Corps Forces Space Command[5]
- Navy Space Command[5]
- Air Forces Space[5]
- U.S. Space Force Space Operations Command[5]
- Joint Task Force - Space Defense[5]
- Combined Forces Space Component Command[5]